# پیتر تامسن
پیتر تامسن (آلمانی: Peter Thomsen؛ زادهٔ ۴ آوریل ۱۹۶۱) سوارکار اهل آلمان بود.
وی همچنین برندهٔ جوایزی همچون برگ بوی نقره‌ای شده‌است.